# Гипатия Ли
Гипатия Ли (англ. Hyapatia Lee, настоящее имя Виктория Линч (англ. Victoria Lynch), 11 ноября 1960, Индианаполис, США) — бывшая американская танцовщица и порноактриса.

## Биография
Виктория родилась в Индианаполисе у родителей-подростков. Имеет индейские (чероки) и ирландские корни.  Она посещала местную школу, где сыграла в нескольких мюзиклах.

## Награды
- 1991 AVN Лучшая актриса (за фильм «Массажистка» (англ. «The Masseuse»))[3]
- 1993 F.O.X.E Выбор зрителей[4]
- Включена в Зал славы AVN[2][5]
- 1994 включена в Зал славы Legends of Erotica[6]